# Stornäbbad kungsfiskare
Stornäbbad kungsfiskare (Pelargopsis melanorhyncha) är en fågel i familjen kungsfiskare inom ordningen praktfåglar.

## Utseende och läte
Stornäbbad kungsfiskare är en mycket stor kungsfiskare med en massiv näbb. Beige på huvud, undersida och övergump kontrasterar med svartbrun ovansida. Näbben är vanligen svart, men övervägande orange i Banggaiöarna. Ungfågeln uppvisar mörka kanter på bröst- och nackfjädrarna. Bland lätena hörs skärande "kek-kek-kek" och sorgsamt visslande "kew-kew-kew".

## Utbredning och systematik
Stornäbbad kungsfiskare delas in i tre underarter:
- P. m. melanorhyncha – förekommer på Sulawesi
- P. m. dichrorhyncha – förekommer på Peleng och Banggaiöarna (Sulawesi)
- P. m. eutreptorhyncha – förekommer på Sulaöarna (öster om Sulawesi)

## Levnadssätt
Stornäbbad kungsfiskare är knuten till kustvatten, framför allt mangroveträsk. Den kan också ses i buskmarker, flodmynningar och snåriga klippbranter. Fågeln påträffas vanligen enstaka eller i par, ofta sittande högt över vattenytan.

## Status och hot
Arten har ett stort utbredningsområde, men tros minska i antal, dock inte tillräckligt kraftigt för att den ska betraktas som hotad. Internationella naturvårdsunionen IUCN listar arten som livskraftig (LC).